# As van Berlage
De As van Berlage is een stedenbouwkundig element binnen de Nederlandse gemeente Utrecht. Het bevat in het wijkdeel Zuilen een belangrijke verkeersas die hoofdzakelijk rond 1925 is aangelegd op basis van een plan door de bekende (steden)bouwkundige H.P. Berlage en L.P. Holsboer.

## Geschiedenis
De aanzet was de verplichting in de Woningwet van 1901 dat gemeenten uitbreidingsplannen dienden te maken. In Utrecht kwam het pas in 1920 tot een gedetailleerd  resultaat nadat de burgemeester Fockema Andreae aan Berlage de opdracht daarvoor had gegeven. Samen met de Utrechtse directeur Openbare Werken Holsboer maakte Berlage een planologische kaart die overigens binnen Nederland als een cartografisch meesterwerk wordt gezien. Onderwijl kende de gemeente Utrecht een niet aflatende bevolkingsgroei en de bouw van nieuwe woonwijken. De toenmalige buurgemeente Zuilen maakte soortgelijke grote ontwikkelingen door zoals de bouw van de De Lessepsbuurt. Het plan van Berlage en Holsboer omvatte tevens Zuilen. Hoewel hun plan, ook in herziene vorm, nooit de volledige goedkeuring heeft gekregen, zijn delen eruit wel aangelegd.  
Centraal in het huidige wijkdeel Zuilen werden naar het plan een zestal aansluitende straten monumentaal aangelegd door vrijwel onbebouwd gebied. Later zouden deze de As van Berlage worden genoemd. Het gaat daarin om de Burgemeester van Tuyllkade, die in het zuidoosten Y-vormig opsplitst in de Van Hoornekade en de Van Egmondkade. Deze twee straten zijn verderop weer met elkaar verbonden via de Marnixlaan. In het noordwesten wordt de verkeersas voortgezet door de Prins Bernhardlaan en de Burgemeester Norbruislaan. De totale lengte van de As van Berlage is meer dan twee kilometer. In het oorspronkelijke plan werden verder onder meer waterpartijen beoogd echter deze zijn alleen in het zuidoostelijke deel gegraven. 
Al in de jaren 20 verrezen de eerste nieuwe gebouwen met achterliggende bebouwing erlangs, in hoofdzaak woningbouw. Een monument uit de vooroorlogse periode is de Groen van Prinstererschool (Van Hoornekade 6, architect A. Kool, ca. 1929). Een tweede bouwgolf, met vooral woningbouw, dateert uit de naoorlogse jaren. Daarin verrezen langs de as onder meer vele woningen door de Zuilense gemeentearchitect W.C. van Hoorn (ca. 1950) en de Bethelkerk (Burgemeester Norbruislaan 1, architect B.W. Plooij, 1955). 
Omstreeks 1954 waren Zuilen en Utrecht langs de Amsterdamsestraatweg en de As van Berlage aan elkaar gegroeid. In die tijd vond ook de gemeentelijke annexatie plaats van het zuidelijke deel van Zuilen en zijn de waterpartijen gedempt. Tevens zijn in die tijd de Burgemeester Norbruislaan (grotendeels) aangelegd en op de Y-splitsing van de As van Berlage een rotonde. Omstreeks 2010 volgde een herontwikkeling van de Y-splitsing. Het verkeersplein erop is daarbij Plein van Berlage genoemd en voorzien van een fonteinpartij door de Duitse beeldend kunstenaar Gerhard Merz. Binnen het wijkdeel Zuilen is de As van Berlage de belangrijkste verkeersader.

## Stemvork
In bredere zin maakten Berlage en Holsboer tevens in hun plan een verkeersverbinding tussen het stadscentrum en de As van Berlage. Aangelegd ten tijde van de As van Berlage, wordt de tussenverbinding de Stemvork genoemd naar de vorm ervan. Vanaf de Marnixlaan naar het centrum omvat de Stemvork de volgende straten: de Royaards van Den Hamkade, Ahornstraat, Omloop, Laan van Chartroise, Nijenoord en de Oudenoord. Ook de Stemvork werd destijds aangelegd in grotendeels onbebouwd gebied. Het bevat in aanzienlijke mate de buurt Ondiep.